# باول فيري
باول فيري (بالإنجليزية: Paul Ferri)‏ هو رائد أعمال أمريكي، ولد في 21 ديسمبر 1937.